# YaCy
YaCy("야시"로 발음)는 마이클 크리스틴(Michael Christen)이 2003년에 만든 P2P 네트워크 원칙을 기반으로 구축된 자유 분산 검색 엔진이다. 엔진은 자바로 작성되었으며 다음과 같이 수백 대의 컴퓨터에 배포된다. 2006년 9월 소위 YaCy-peers. 각 YaCy-peer는 인터넷을 통해 독립적으로 크롤링하고, 발견된 웹 페이지를 분석 및 색인화하며, P2P 원칙을 사용하여 다른 YaCy-Peer와 공유되는 공통 데이터베이스(소위 색인)에 색인 결과를 저장한다. 이는 모든 사람이 인트라넷용 검색 포털을 구축하고 공용 인터넷 검색을 돕는 데 사용할 수 있는 검색 엔진이다.
반분산 검색 엔진과 비교하여 YaCy 네트워크는 분산 아키텍처를 가지고 있다. 모든 YaCy 피어는 동일하며 중앙 서버가 존재하지 않는다. 크롤링 모드 또는 로컬 프록시 서버로 실행되어 컴퓨터에서 YaCy를 실행하는 사람이 방문한 웹 페이지를 색인화할 수 있다. 사용자의 개인 정보를 보호하기 위해 여러 가지 메커니즘이 제공된다. 검색 기능에 대한 액세스는 검색어를 입력할 수 있는 검색 상자를 제공하고 다른 인기 있는 검색 엔진과 유사한 형식으로 검색 결과를 반환하는 로컬로 실행되는 웹 서버에 의해 이루어진다.